# Gonomyia anduzei
Gonomyia anduzei är en tvåvingeart som beskrevs av Alexander 1940. Gonomyia anduzei ingår i släktet Gonomyia och familjen småharkrankar.
Artens utbredningsområde är Venezuela. Inga underarter finns listade i Catalogue of Life.